# St. Nikolaus (Sand am Main)

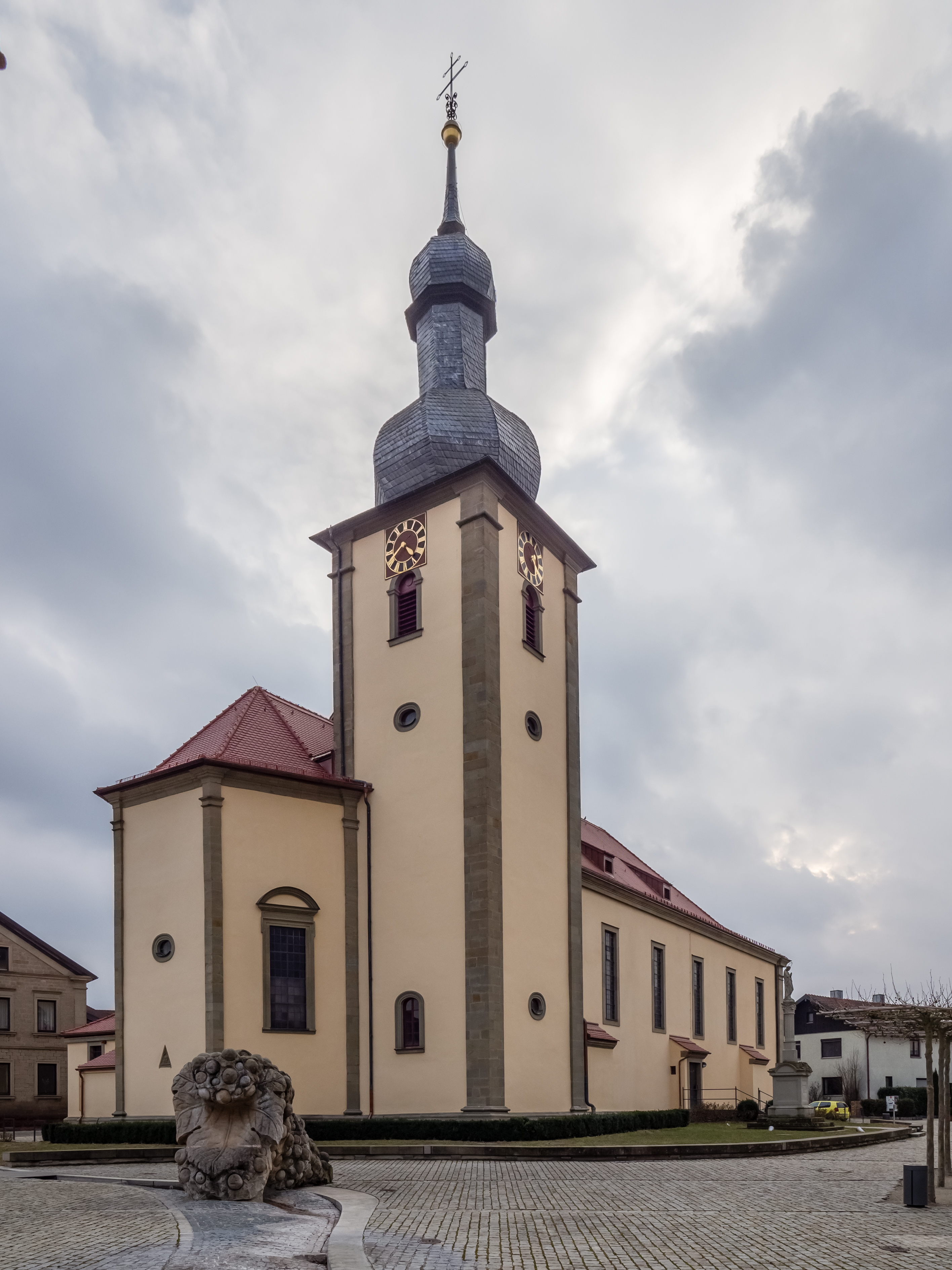
St. Nikolaus (Sand am Main)

Die römisch-katholische Pfarrkirche St. Nikolaus befindet sich in Sand am Main, einer Gemeinde im unterfränkischen Landkreis Haßberge in Bayern. Das denkmalgeschützte Bauwerk wurde durch den Würzburger Weihbischof Daniel Johann Anton von Gebsattel am 27. September 1752 geweiht. Kirchenpatron ist Nikolaus von Myra. Die Pfarrei gehört zur Pfarreiengemeinschaft Am Weinstock Jesu (Zeil am Main) im Dekanat Haßberge des Bistums Würzburg.

## Beschreibung
Der eingezogene, dreiseitig geschlossene Chor und der mit einer Zwiebelhaube bedeckte Chorflankenturm an seiner Nordseite, dessen oberstes Geschoss die Turmuhr und den Glockenstuhl beherbergt, wurden 1727 bis 1731 erbaut. Dem Chorflankenturm gegenüber liegt die Sakristei. Das Langhaus der Saalkirche wurde 1922 erneuert. Alle drei Baukörper haben Lisenen an den Ecken. Der Innenraum des Langhauses ist mit einem Tonnengewölbe überspannt.
Der barocke Hauptaltar mit einer Skulptur des Kirchenpatrons Nikolaus als Bischof und zwei flankierenden Heiligen zeigt im Auszug das Relief einer Marienkrönung. 
Das Altarretabel des linken Seitenaltars neben dem Chorbogen ist eine Darstellung von Mariä Himmelfahrt von August Geist. Der gegenüberliegende Altar ist ein Johannes Nepomuk-Altar. Die barocke Kanzel mit den Sitzfiguren der vier Evangelisten am Kanzelkorb wird von einem reich dekorierten Schalldeckel mit einer Christusfigur überdacht.